# Nhân vật phụ của Kyo Kara Maou!
Dưới đây là danh sách các nhân vật phụ của Kyo Kara Maou!.

## Adelbert von Grantz
Lúc Yuuri mới lạc đến thế giới xa lạ, cậu bị dân làng của thế giới loài người xua đuổi. Adelbert đã ra tay giúp Yuuri và làm phép thuật khiến cậu hiểu và nói được ngôn ngữ của thế giới này. Mặc dù anh là một nhân vật có vẻ già dặn và lạnh lùng, nhưng Adelbert cũng là con người khá là tốt và đã từng cứu mạng Yuuri nhiều lần.

Adelbert là nhân vật quan trọng đầu tiên Yuri gặp ở Shin Mazoku. Anh là hôn phu của Julia và sau cái chết của vợ chưa cưới, anh đã từ bỏ Shin Mazoku, vì nghĩ rằng Mazoku là sai lầm. Anh tin rằng Mazoku chỉ đơn giản là món đồ chơi của "Original King". Tuy ban đầu là kẻ thù, nhưng dần dần Adellbert bắt đầu âm thầm bảo vệ Yuuri, sau khi được Conrad cho biết rằng cậu mang linh hồn của Julia. Anh cũng muốn Yuuri cho anh thấy liệu cậu có đủ khả năng để trở thành vị vua mới hay không.

## Shibuya Shōri
- Shibuya Shōri (渋谷 勝利? Sáp Cốc Thắng Lợi)

Biết rõ Yuuri là Maou từ lâu (từ lúc hai anh em còn nhỏ) nên Shori đã lên quyết tâm sẽ bảo vệ đứa em trai bé bỏng khỏi mọi nguy hiểm. Shori làm việc cho Maou Trái Đất (Ma Vương ở Trái Đất) và sau này khi đến thế giới Mazoku, anh được nữ tiên tri Ulrike dạy pháp thuật để bảo vệ Yuuri (về sau Shori trở nên rất mạnh, không thua gì em mình). Trong tương lai, Shori trở thành người kế nghiệp Maou Trái Đất.   

## Anissina von Karbelnikoff
Anissina vốn là bạn từ bé của Gwendal, cũng chính là người đã dạy cho anh biết đan len. Cô rất tinh quái, sôi nổi, dù có hơi dữ. Đặc điểm nổi bật nhất của Anissina chính là mái tóc đuôi ngựa dài cùng trang phục giống kiểu nữ quản gia hơn là nhà phát minh. Tính tình cũng như sở thích của cô hoàn toàn trái ngược với Gwendal. Nếu Gwendal lạnh lùng, ít nói, trầm lặng và thích đan len, thì Anissina lại rất đáo để, nhiệt tìnht và mê phát minh sáng tạo. Từ nhỏ, Anissna đã hay bắt nạt, ăn hiếp Gwendal dù chơi thân với anh. Lớn lên, cô luôn chế ra những thứ máy móc kỳ cục nhất (nhưng lâu lâu mấy phát minh ấy cũng có ích) và bắt Gwendal là vật thí nghiệm, rượt anh chạy khắp hoàng cung. Khi mà Gwendal đã đi vắng hay trốn thoát, "người bất hạnh" tiếp theo Anissina nhắm tới sẽ là Gunter.
Nếu đàn ông không có ở lâu đài, tất nhiên là Anissina trở thành chủ. Khi cô làm chủ nhân (tạm thời) của lâu đài, các phát minh của cô có thể thấy ở bất cứ góc nào. Tên của các phát minh này thường kết thúc với chữ "kun". Thỉnh thoảng, khi Yuuri và các đồng đội đi công vụ ở xa mà lâu đài bị tấn công bất ngờ, Anissina sẽ kiêm luôn nhiệm vụ lãnh đạo các người hầu, quân lính chiến đấu bảo vệ lâu đài.
Ngoài việc dành tâm trí và sức lực cho những phát minh, cô còn dành thời gian viết những truyện phiêu lưu mạo hiểm, mà trong đó cô là hình tượng anh hùng. Cô bé Greta hay đọc những cuốn sách này để giải trí, còn Yuuri và Wolfram thường nghi ngờ liệu những cuốn sách như thế có phù hợp với trẻ em không.

## Cecilie von Spitzberg
Cecilie là mẹ ruột của ba anh em Gwendal, Conrad và Wolfram (3 người đó có ba người cha khác nhau) và cũng là Nữ hoàng Quỷ đời trước. Cecilie là người vô cùng xinh đẹp, quý phái, ham vui và thích đồ trang sức. Bà thường đi du ngoạn tìm kiếm tình yêu hàng tháng trời trên một con tàu thủy sang trọng, và gây ra không ít rắc rối. Cecilie có đặc điểm là trẻ lâu, dường như không có tuổi.
Lúc đầu, Cecilie trông có vẻ là người đểnh đoảng nhí nhố, thực ra bà lại là người sắc sảo, thông minh và rất chu đáo. Được Yuuri thay thế chức Maou, Cecilie tận dụng khoảng thời gian rảnh rỗi của mình để đi tìm bạn trai mới cho "nhiệm vụ tự do và dễ dàng của tình yêu" như bà đã từng bảo. Bà có "hứng thú" nhiều nhất với Yuuri, anh trai của Yuuri là Shori, và cả ông bạn thời thơ ấu Raven. Cecilie có kĩ năng sử dụng roi da rất đáng nể. Khi chiến đấu, bà có thể thay trang phục thường ngày sang áo da màu đỏ và mặt nạ nhanh chóng một cách kì lạ. Trang phục và kĩ năng của bà làm cho kẻ thù khiếp sợ, nếu bọn chúng có gặp lại bà lần thứ hai chắc chắn sẽ nhụt chí ngay. Tên Cecilie của bà dựa theo tên Celi, phát âm trong tiếng Nhật là "Cheri". Các fan của bà thường gọi là "Cheri", một số khác dùng tên "Celi".

## Susanna Julia von Wincott
Ở phần II, Yuuri biết được sự thật là ngoài linh hồn của Vua Quỷ, trong cậu còn tồn tại linh hồn của thầy thuốc Julia, một trong 3 người phụ nữ nổi tiếng nhất vương quốc. Cô là người mà Conrad yêu thầm và là vợ chưa cưới của Adelbert von Grantz. Julia cũng yêu Adelbert (theo như lời Conrad nói) dù đây là cuộc hôn nhân do gia đình sắp đặt. Vị Maou đầu tiên, Shinou, người lập ra Shin Mazoku (thủ đô của Mazoku), đồng thời là vị thần bảo hộ cho mazoku, đã chọn Julia làm linh hồn của Maou đời thứ 27. Vì thế, Julia buộc phải chết để giao linh hồn mình cho Conrad đem đến Trái Đất. Sau đó Yuuri ra đời, trở thành vị Maou mạnh nhất, vĩ đại nhất.
Julia là một cô gái vô cùng xinh đẹp, nết na, mái tóc dài màu bạch kim và đôi mắt xanh lơ. Dòng họ Wincott của cô là một trong bốn dòng họ lớn đã có mặt từ thời kì lập quốc. Tổ tiên Julia ngày xưa từng có công trạng với Shinou trong cuộc chiến chống lại thế lực bóng tối và cũng là một trong những thuộc thân cận nhất phụng sự Shinou. Cô sở hữu phép thuật trị lành mọi vết thương và cả sức mạnh làm ấm lòng người khác. Khi ở cạnh Julia, mọi người đều cảm thấy yên ổn, dễ chịu. Cách đây 20 năm, khi Conrad đi chiến đấu bảo vệ vương quốc, Julia đã tặng cho anh sợi dây chuyền có viên ngọc xanh dương của mình như là lời cầu chúc cho anh được bình an. Conrad giữ gìn nó rất cẩn thận. Về sau, Conrad trao lại sợi dây này cho Yuuri.

## Shinou
Shinou được biết đến sơ qua ở phần I và được giới thiệu kĩ hơn ở phần II. Ông là vị Maou đầu tiên và cũng là người sáng lập ra vương quốc Mazoku. Shinou và Great Sage là hai người cực kì vĩ đại đối với vương quốc. Họ được biết đến như thần bảo hộ cho Shin Mazoku và được vẽ chân dung treo ở trong lâu đài. Shinou là người đã chọn Yuuri làm Maou mạnh nhất để hoàn thành nguyện vọng tiêu diệt "Soushi" (thế lực bóng tối) đang giam cầm ông. Cũng chính ông đã trợ giúp cho Yuuri, Murata đi lại giữa hai thế giới an toàn. Thanh kiếm thần kì mà Yuuri sở hữu từng thuộc về Shinou.
Có một điều lạ là Shinou rất giống Wolfram, từ khuôn mặt đến màu tóc. Ông như bản sao của Wolfram khi trưởng thành vậy.

## Great Sage (nhà hiền triết vĩ đại)
Kiếp trước của Murata Ken. Ông là một trong hai người đứng đầu tạo ra đất nước Mazoku, có quyền hạn ngang ngửa với Shinou. Ngoài ra, Great Sage còn như một người bạn tin cậy nhất của Shinou, luôn ở bên cạnh động viên và chăm sóc cho Shinou rất chu đáo.